# John W. Foster

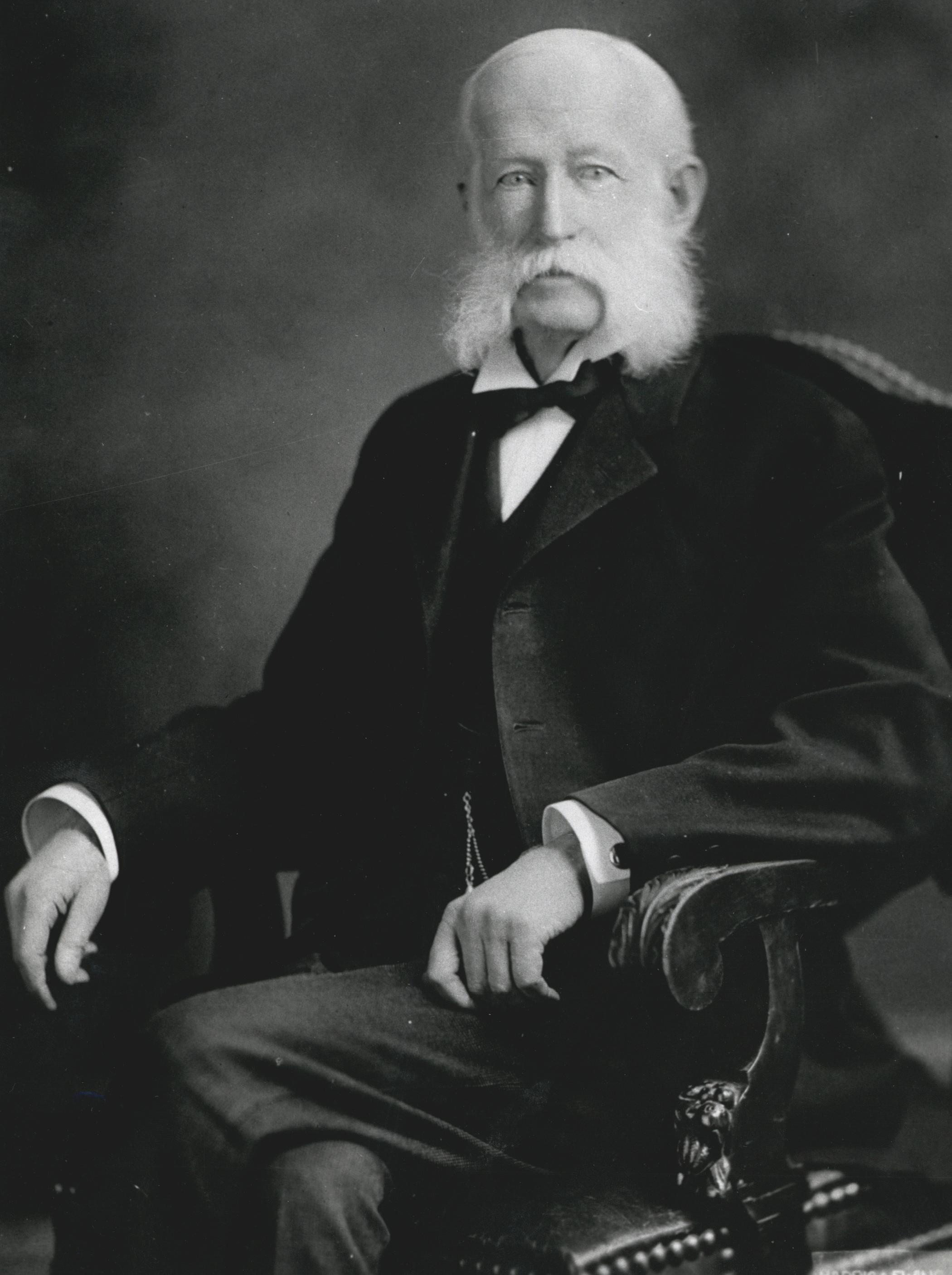
John W. Foster

John Watson Foster (* 2. März 1836 im Pike County, Indiana; † 15. November 1917 in Washington, D.C.) war ein US-amerikanischer Journalist, Armeeoffizier und Politiker, der als Außenminister dem Kabinett von Präsident Benjamin Harrison angehörte.
Der in Evansville aufgewachsene John Foster machte seinen ersten Abschluss 1855 an der University of Indiana. Danach besuchte er die Law School der Harvard University und begann anschließend, obwohl er niemals formell in eine Anwaltskammer aufgenommen wurde, als Jurist in Evansville zu praktizieren. Während des Bürgerkrieges schloss er sich dem Unionsheer an und bekleidete zunächst den Rang eines Majors; später stieg er nach der erfolgreichen Einnahme von Fort Donelson zum Colonel auf. Er kommandierte das 136. Freiwilligen-Infanterieregiment aus Indiana und später noch eine Brigade.
Nach seinem Abschied vom Militär kehrte Foster nach Indiana zurück, wo er als Redakteur beim Evansville Daily Journal arbeitete, die unter seiner Leitung zu einem Organ der Republikaner wurde. 1869 wurde er von Präsident Ulysses S. Grant zum Gesandten in Mexiko ernannt; nach elf Jahren auf diesem Posten versetzte ihn Grants Nachfolger Rutherford B. Hayes auf den Botschafterposten in Russland, wo er aber nur bis 1881 tätig war. Zwischen 1883 und 1885 amtierte er schließlich nach der Ernennung durch Präsident Chester A. Arthur noch als Botschafter in Spanien.
Ab 1885 lebte Foster wieder in den Vereinigten Staaten und ging wieder seiner Anwaltstätigkeit nach, bis er 1890 von Präsident Harrison zum Sonderbotschafter berufen wurde und in dieser Funktion Verträge mit Spanien, Russland und Großbritannien aushandelte. Zwei Jahre später, im Juni 1892, holte Harrison ihn als Nachfolger des zurückgetretenen Außenministers James G. Blaine in sein Kabinett. Dort verblieb Foster nach Harrisons Niederlage bei der Präsidentschaftswahl desselben Jahres gegen Grover Cleveland lediglich bis zum Februar 1893. In dieser Zeit befasste er sich unter anderem mit der möglichen Annexion des Königreichs Hawaiʻi und einem chilenischen Angriff auf amerikanische Seeleute.
Auch nach seiner Zeit in der Bundesregierung blieb Foster als Diplomat aktiv. 1895 vertrat er die Interessen Chinas bei Friedensverhandlungen zur Beendigung des Japanisch-Chinesischen Krieges. Für Präsident William McKinley war er als Sonderbotschafter in Großbritannien und Russland tätig, dessen Nachfolger Theodore Roosevelt benannte ihn zum Leiter der US-Kommission bei Verhandlungen mit Kanada im Jahr 1903. Außerdem fungierte er 1907 bei der zweiten Haager Friedenskonferenz noch einmal als Vertreter Chinas.
Foster verfasste zahlreiche Bücher zu diplomatischen Themen. Er war Mitbegründer der American Society of International Law im Jahr 1906 sowie des Carnegie Endowment for International Peace (1910). Zwar neigte er in seinen späten Lebensjahren dem Pazifismus zu, unterstützte aber dennoch den Eintritt der Vereinigten Staaten in den Ersten Weltkrieg. Noch vor dessen Ende verstarb er im November 1917 in Washington. Zu diesem Zeitpunkt war sein Schwiegersohn Robert Lansing US-Außenminister; auch sein Enkel John Foster Dulles sollte später dieses Amt ausüben.